# Claves
Claves (ozvučná dřívka) jsou dřevěný bicí hudební nástroj s nevyladěným zvukem původem z Kuby. Jedná se o dvojici dřevěných hůlek válcovitého tvaru. Hra spočívá v rytmickém klepání jedním dřívkem do druhého. Používají se zejména v taneční hudbě.

## Konstrukce
Na výrobu se používá grenadillové, růžové nebo guajakové dřevo. Délka hůlek se pohybuje okolo 19 cm.

## Hra
Hráč drží v každé ruce jeden kus. V pravé ruce drží dřívko prsty na jednom z jeho konců. Prsty levé ruky drží druhé dřívko vodorovně nad miskovitě prohnutou dlaní, která slouží jako rezonátor. Zvuků s rozdílnou výškou je docíleno údery pravým dřívkem směřujícími do různých míst levého dřívka.